# Stelis iminapensis
Stelis iminapensis är en orkidéart som beskrevs av Heinrich Gustav Reichenbach. Stelis iminapensis ingår i släktet Stelis och familjen orkidéer. Inga underarter finns listade i Catalogue of Life.